# Шомонский трактат
Шомонский трактат (фр. Traité de Chaumont) — договор между Россией, Великобританией, Австрией и Пруссией об оборонительном и наступательном союзе; подписан в Шомоне, Франция. Шомонский трактат официально скрепил единство совместных действий европейских держав против Наполеона I. Основные принципы Шомонского трактата были подтверждены на Венском конгрессе 1814—1815 годов.

## История
В связи с победами Наполеона над вступившими во Францию в конце 1813 союзными войсками австрийский министр иностранных дел Меттерних начал вести с Наполеоном сепаратные мирные переговоры. Когда это стало известно английскому министру иностранных дел лорду Каслри, он настоял на заключении союзниками трактата о совместных действиях против Наполеона.

## Содержание
Шомонский трактат состоял из 17 гласных и 3 секретных статей. Стороны согласились продолжать войну против Франции до окончательной победы; для этой цели каждый из союзников выставлял по 150 тыс. человек (ст. 1). Союзники обязались не заключать с Францией ни мира, ни перемирия иначе как с общего согласия (ст. 2). Великобритания взяла на себя финансирование войны, предоставляя союзникам субсидию в 150 тыс. фунтов стерлингов на 1814 год (ст. 3). Было также условлено заключить оборонительный союз для охраны владений союзных держав в Европе от возможных посягательств со стороны Франции и гарантировать порядок, который будет установлен в Европе после победы над Наполеоном (ст. 5-13). Шомонский трактат был заключён на 20 лет с последующим продлением его (ст. 17).
В секретных статьях Шомонского трактата определялось послевоенное устройство Европы, в частности: сохранение на территории современной Германии владетельных княжеств; восстановление Швейцарского союза в прежних границах и гарантия его независимости великими европейскими державами, в том числе и Францией; возвращение Австрии её прежних итальянских владений; восстановление в Испании власти Бурбонов, становление на её престол Фердинанда VII, а в Голландии — принца Оранского (ст. 1).
По приглашению участников Шомонского трактата к нему должны были примкнуть Испания, Португалия, Швеция, Голландия и другие державы. В течение года после заключения мира союзники обязались держать наготове войска на случай нападения со стороны Франции (ст. 2). Третья статья определяла порядок ратификации гласных и секретных статей Шомонского трактата.